# Алмашу-Маре (Біхор)
Алмашу-Маре (рум. Almașu Mare) — село у повіті Біхор в Румунії. Входить до складу комуни Балк.
Село розташоване на відстані 423 км на північний захід від Бухареста, 54 км на північний схід від Ораді, 101 км на північний захід від Клуж-Напоки.

## Населення
За даними перепису населення 2002 року у селі проживали 885 осіб.
Національний склад населення села:
| Національність | Кількість осіб | Відсоток |
| -------------- | -------------- | -------- |
| румуни         | 862            | 97,4%    |
| угорці         | 18             | 2,0%     |
| цигани         | 5              | 0,6%     |

Рідною мовою назвали:
| Мова      | Кількість осіб | Відсоток |
| --------- | -------------- | -------- |
| румунська | 874            | 98,8%    |
| угорська  | 11             | 1,2%     |